# Pfarrkirche Hittisau

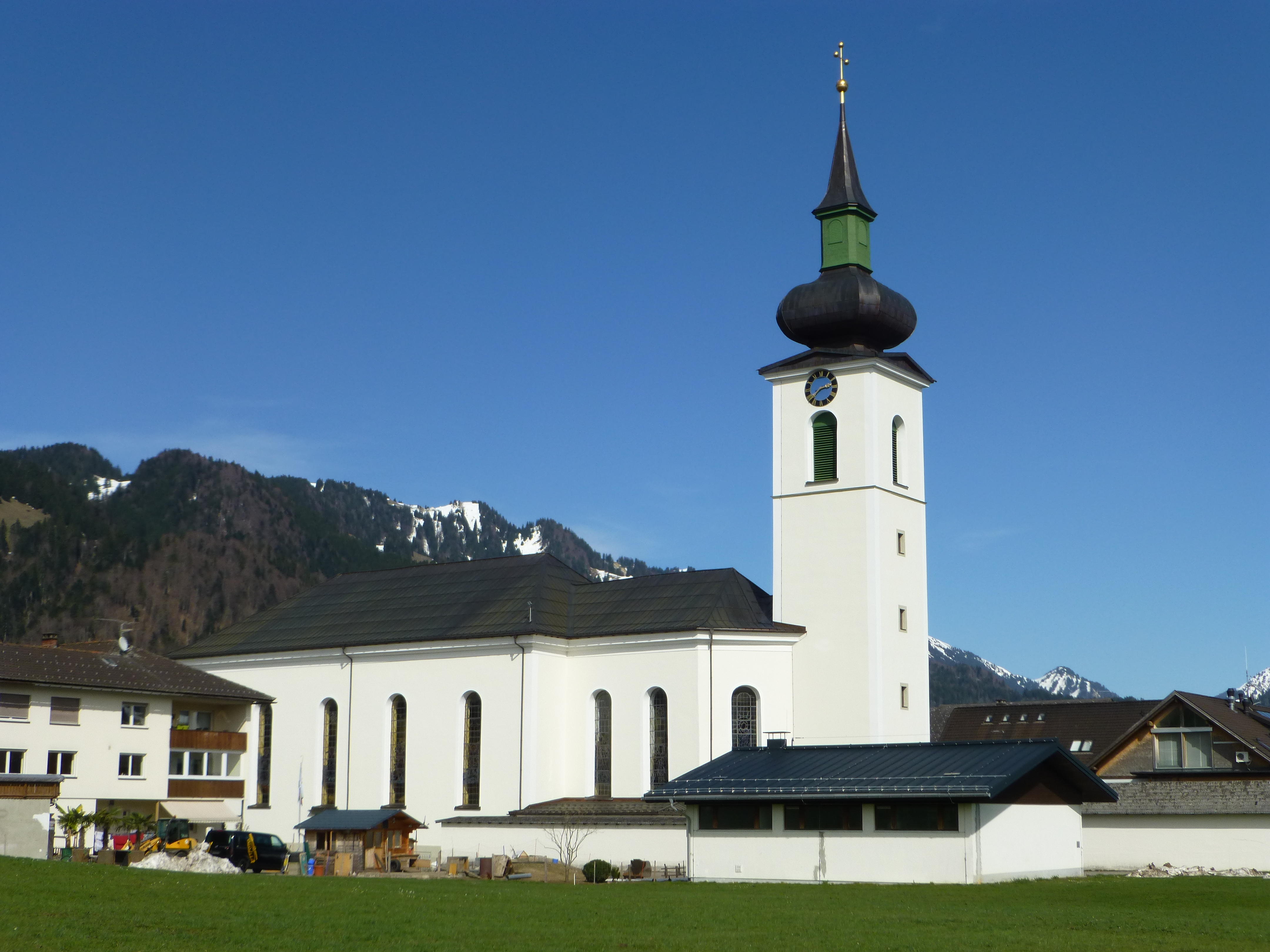
Kath. Pfarrkirche Hll. Drei Könige in Hittisau

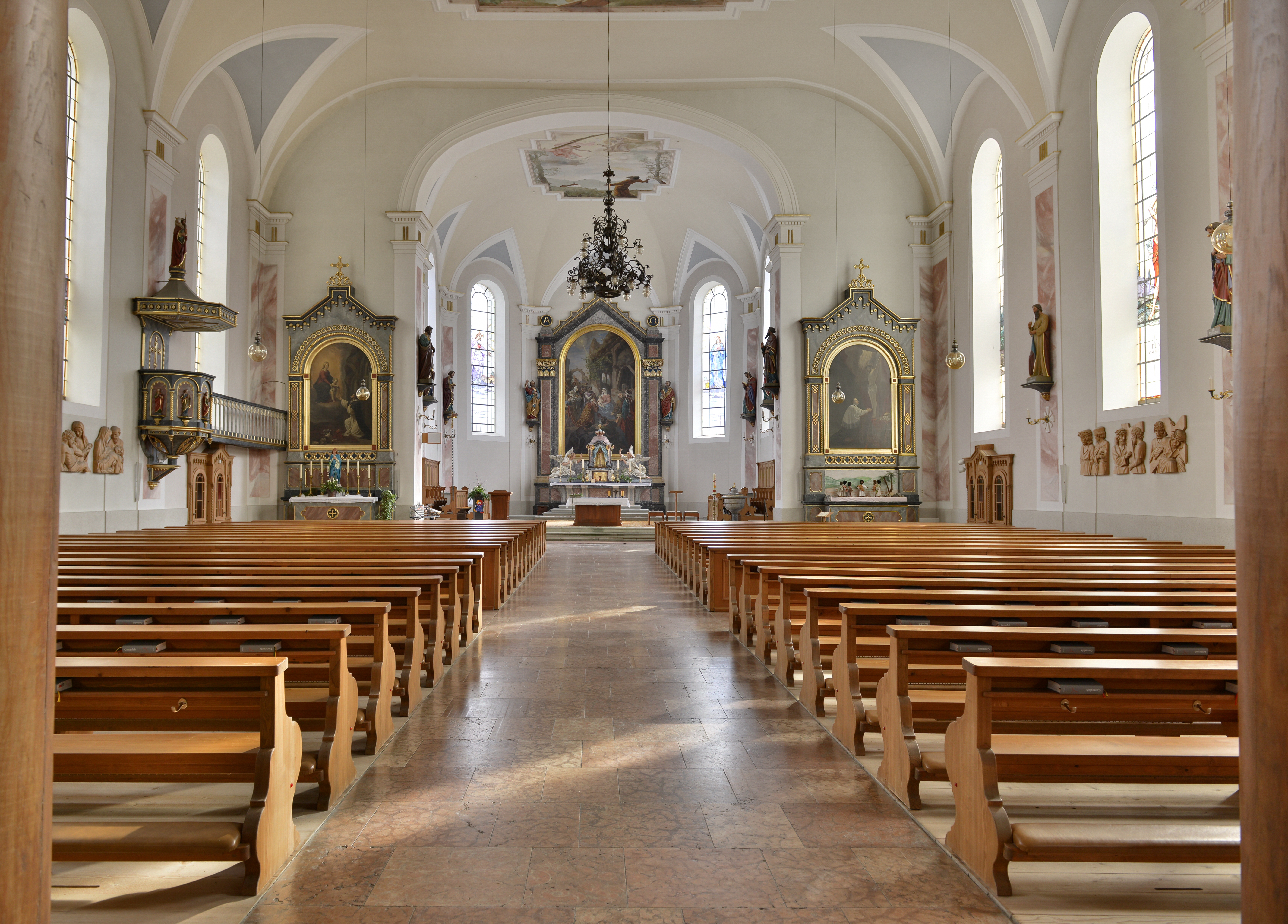
Innenansicht

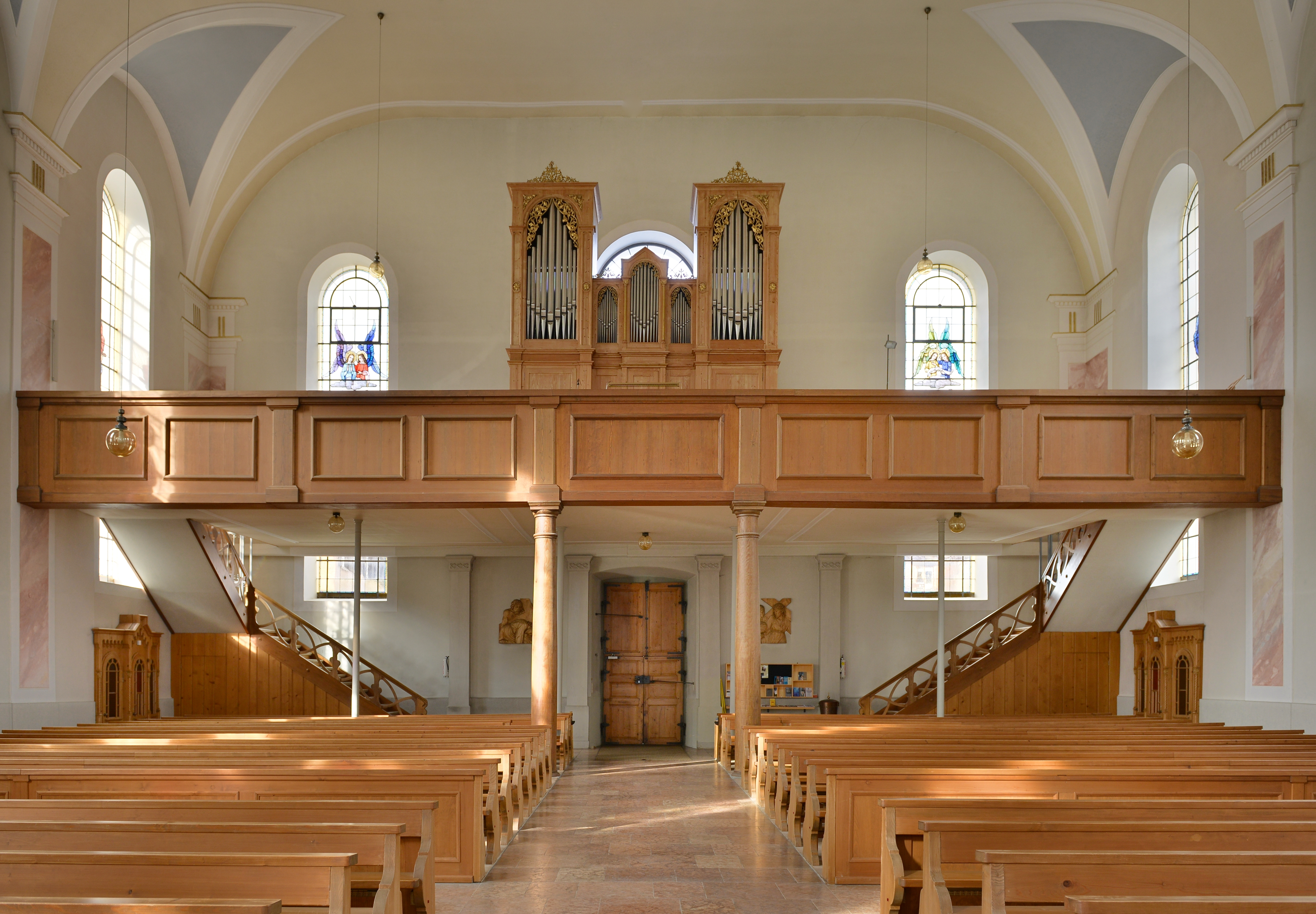
Ansicht vom Langhaus zur Empore mit der Kirchenorgel

Die römisch-katholische Pfarrkirche Hittisau steht in der Bregenzerwälder Gemeinde Hittisau im österreichischen Bezirk Bregenz in Vorarlberg.
Sie ist den Heiligen Drei Königen geweiht und liegt im Dekanat Vorderwald-Kleinwalsertal in der Diözese Feldkirch. Das Bauwerk steht unter Denkmalschutz (Listeneintrag).

## Geschichte
Die Ursprünge des Dorfes liegen mehrere hundert Meter östlich des heutigen Kirchplatzes in Heideggen. Im 14. Jahrhundert errichtete die örtliche Bevölkerung einen Bildstock. In der zweiten Hälfte des 15. Jahrhunderts errichteten sie im Bereich der heutigen Pfarrkirche, der damals Greneggen hieß, die erste Kapelle. Diese weihten sie dem heiligen Wolfgang. Seit dem 1. August 1496 war Hittisau eine Kaplanei der Pfarre Egg, das damals zum Bistum Konstanz gehörte. 
Kurz vor 1510 wurde an der Stelle der ehemaligen Wolfgangskapelle eine neue Kirche, die eventuell bereits den Heiligen Drei Königen geweiht war. 1580 wurde Hittisau zur eigenständigen Pfarre erhoben, wobei dem Pfarrer von Egg weiterhin das Vorschlagsrecht für den Seelsorger zustand. Im Jahr 1600 wurde das Gericht Lingenau selbstständig und bis zur bayerischen Übernahme 1805 von Vorderwälder Landammännern verwaltet. Einige Parzellen, die bis dahin zur Pfarre Lingenau gehörten, kamen im Laufe der Jahre zur Pfarre Hittisau dazu, da die Kirchwegen nach Hittisau kürzer waren. Der Bevölkerungszuwachs erforderte in den Jahren 1688 und 1717 jeweils eine Verlängerung des Kirchenschiffes sowie die Erweiterung des Chores. Die Kirche hatte im Endausbau eine Länge von 50,2 Metern sowie eine Breite von 13,5 Metern. Der Kirchturm war 16,2 Meter hoch. Die Kirche stand parallel zur heutigen Straße und einen Ostturm. Mit 17. April 1777 wurde das Pfarrgebiet von Hittisau um weitere 17 Weiler vergrößert, 1839 abermals um vier Weiler. Da Hittisau und die damals zur Pfarre gehörige, damals eigenständige Gemeinde Bolgenach, immer mehr Gläubige hatten, war die Kirche abermals zu klein. Der Hittisauer Pfarrer Josef Schnell (1780–1838) verfügte in seinem Testament, dass sein Barvermögen für den Neubau einer Kirche verwendet werden darf, wenn innerhalb von fünf Jahren nach seinem Tod mit dem Bau begonnen wird. 
Im Herbst 1841 wurde der Bauentschluss gefasst. Im Jahre 1842 begann der Bau der neuen Kirche im klassizistischen Stil unter Baumeister Johann Peter Bilgeri unter tatkräftiger Mithilfe der Hittisauer Bevölkerung, die Sand und Schotter in mühsamer Handarbeit von der Bolgenach auf den Dorfplatz tragen musste. Die Baupläne stammen von Kreisingenieur Martin von Kink, wurden jedoch vermutlich ursprünglich vom Hittisauer Heinrich Ladner erstellt, der auch eine ähnliche Kirche in Kaltbrunn in der Schweiz plante. Die Kirche in Hittisau konnte im Sommer 1845 im Rohbau fertiggestellt werden. Die Errichtungskosten beliefen sich auf rund 60.0000 Gulden. Am 27. August 1853 wurde die Dreikönigskirche von Generalvikar Weihbischof Georg Pünster eingeweiht. Die Kirche wurde in den Jahren 1974/1975 einer Außen- und 1980/1981 Innenrenovierung unterzogen. Dabei wurde besonders auf die Erhaltung des Bestehenden geachtet, lediglich das Deckengemälde im Chor wurde neu gemalt.

## Architektur
Kirchenäußeres
Die Kirche ist einheitlicher Bau aus der Mitte des 19. Jahrhunderts. Der Hochaltar und der Kirchturm sind nicht, wie sonst bei katholischen Kirchen üblich, nach Osten ausgerichtet, sondern dem Gelände angepasst, nach Süden. Das Langhaus hat eine kubische Bauform, der Chor ist etwas eingezogen. Mit einer Länge von 48,6 Metern und einer Breite von 20,6 Metern gehört das Langhaus zu größten Sakralräumen in Vorarlberg. Der Altarraum ist 14,6 Metern lang. Die Wandhöhe beträgt 13 Meter. Der Kirchturm ist 54 Meter hoch, der dem Chor östlich angeschlossen ist. Er hat einen quadratischen Grundriss. Der Turm hat einen Zwiebelhelm sowie kleine, rundbogige Schallfenster im Obergeschoß. Der Baukörper weist durchgehend hohe rundbogig geschlossene schmale Fensteröffnungen auf.
Die straßenseitige Westfassade weist über dem einfach profilierten Dachgesims einen kleinen Dreiecksgiebel mit Schallfenstern und einer Uhr auf. Dem darunterliegenden Hauptportal ist eine klassizistische Vorhalle mit Portikus und Vorzeichen in Form einer Säulenhalle mit toskanischen Säulen vorgelagert. Diese steht auf einem Sockel mit Treppen. Auf dem Dreiecksgiebel befindet sich die Inschrift „DOMUS DEI + PORTA COELI“ (lat.: „Haus Gottes + Pforte des Himmels“). An der Westwand der Kirche sind, entsprechend der Säulen, seitlich des Hauptportals, toskanische Pilaster.
Kircheninneres
Die Kirche ist eine weite, lichtdurchflutete Saalkirche mit flachem Tonnengewölbe und Stichkappen. Sie hat fünf Langhausjoche und eine Raumfläche von rund 1000 m². Der Kirchenraum ist durchgehend durch Riesenpilaster gegliedert. Der Triumphbogen ist korbbogenförmig. Die Kirche weist zart strukturierte Stuckgesimse auf. Die Holzempore für die Orgel ruht auf toskanischen Säulen. Unter der Empore sind an der inneren Westseite seitlich des Eingangsportals vier kleine Pilaster.
Das monumentale Deckengemälde im Kirchenschiff wurde von Waldemar Kolmsperger (dem Jüngeren) aus München gemalt. Sie thematisiert die „Apotheose von Christus im Himmel und Höllendarstellung“. Das Jüngste Gericht ist in barocker Art dargestellt. Menschen in heimischer Bregenzerwälder Tracht vor Bregenzerwälder Landschaft erleben die Wiederkunft Christi auf den Wolken des Himmels. Mittig ist der Erzengel Michael zu sehen der die „Guten“ von den „Bösen“ trennt. In der Hölle stellte Kolmsperger die sieben Laster Hoffart, Geiz, Neid, Unkeuschheit, Unmäßigkeit, Zorn und Trägheit dar. Am Rande des Himmels und in der Hölle sind Situationen mit Zeitbezug dargestellt. So sind etwa der damalige britische Premierminister Winston Churchill mit Geldsack und der damalige Hittisauer Pfarrer Josef Meusburger dargestellt.
Das im Sommer 1980 entstandene Deckengemälde im Chor trägt den Titel Vision eines Vorarlberger Heiligen vor der Hl. Dreifaltigkeit. Es stammt vom Feldkircher Maler Kurt Scheel und stellt die Dreifaltigkeitsvision des Heiligen Bruder Klaus dar.
Die Glasfenster wurden größtenteils von der Hittisauer Bevölkerung gestiftet, sie wurden von der Tiroler Glasmalerei und Mosaik Anstalt produziert. Die sieben Glasfenster im Chor stammen aus dem Jahr 1943. Sie stellen von links nach rechts „Herz Jesu“, „Herz Mariä“, „Schmerzensmann“, „Christus König“, „Christus als Hirte“ und die „Taufe im Jordan“ dar. Auf der linken Langhausseite sind von Osten nach Westen „Maria Immaculata“ sowie die Heiligen Agnes, Notburga und Anna dargestellt. Auf der rechten Langhausseite sind von Osten nach Westen die Engel Gottes, sowie die Heiligen Sebastian, Wendelin und Josef dargestellt. Die Fenster sind im Nazarenerstil ausgeführt.

## Ausstattung

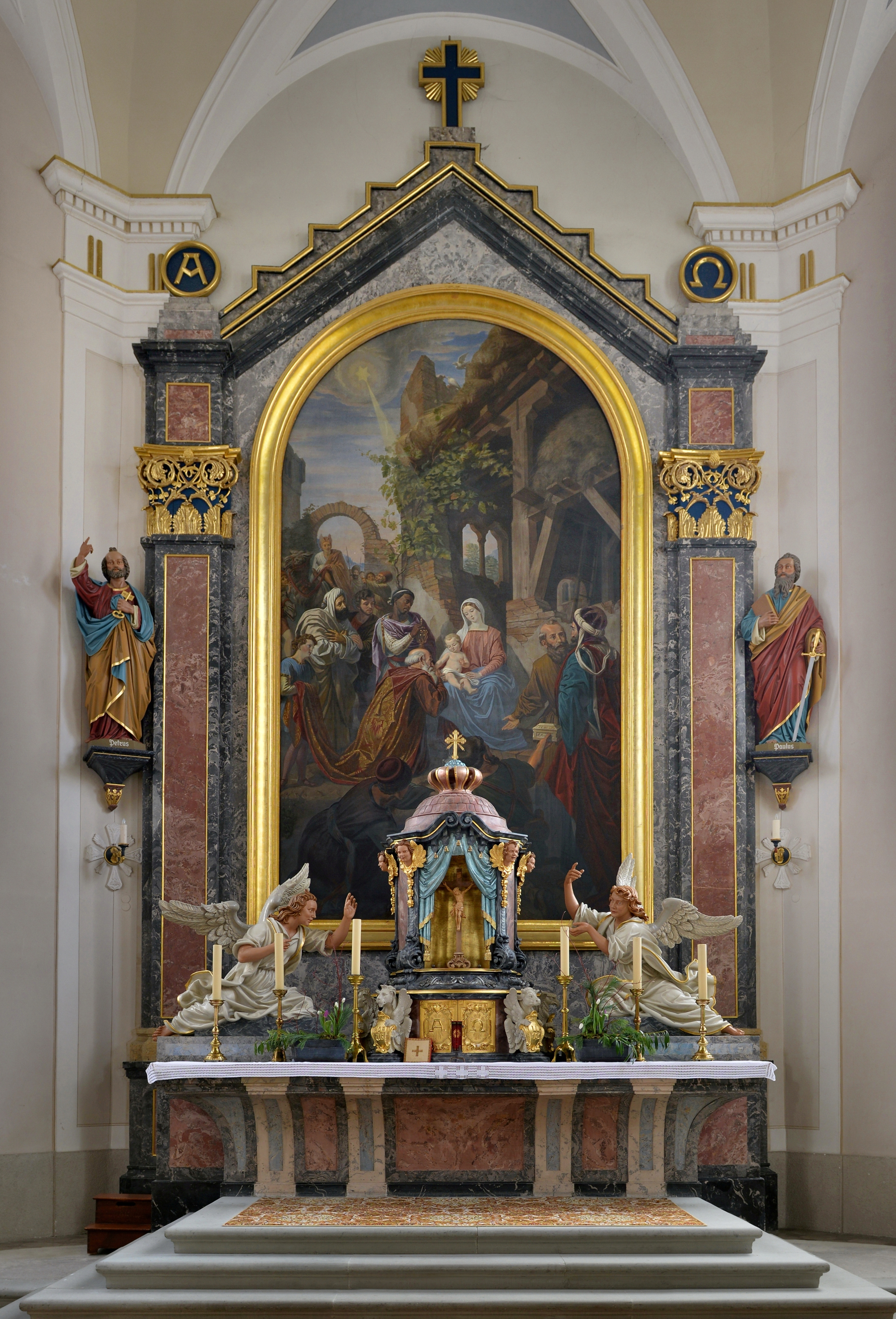
Hauptaltar mit Darstellung der „Opfer der Weisen aus dem Morgenland“

In der Pfarrkirche Hittisau sind vier Altäre aufgebaut. Von diesen wird nur noch der Volksaltar für Messefeiern genutzt. Der Hochaltar, die Seitenaltäre und die Kanzel wurden nach den Plänen des Feldkircher Malers Josef Bucher vom Stuckateur Fröwis aus Stuckmarmor im neuromanischen Stil aufgebaut.
Der Hochaltar ist ein giebelartig bekrönter und durch Pilaster flankierter Retabelaufbau über einer schlichten Mensa.
Der Tabernakel am Hochaltar mit vergoldetem Schnitzwerk ist eine Arbeit des Künstlers Christian Moosbrugger aus dem Jahr 1948. Er gestaltete ihn nach Plänen von Edmund Beckmann. Die flankierenden Engelsfiguren wurden 1950 von Edmund Beckmann ergänzt. Das Hochaltarbild wurde 1852 von Josef Bucher gemalt und stellt das „Opfer der Weisen aus dem Morgenland“ dar. Auf dem Bild ist bildmittig das Jesuskind mit blonden Locken dargestellt. Es sitzt auf dem Schoß seiner Mutter Maria. Die beiden werden von den Heiligen Drei Königen und ihren Begleitern umringt.
Der Volksaltar, der Tisch für die Gabenbereitung sowie der Ambo wurden im Jahr 1981 aus Tannenholz geschaffen und passen sich optisch an das Chorgestühl und die vier Beichtstühle im Kirchenschiff an. Chorgestühl und Beichtstühle stammen aus dem dritten Viertel des 19. Jahrhunderts.
Die beiden Seitenaltäre sind etwas einfacher gestaltet als der Hochaltar und stehen im Kirchenschiff am Triumphbogen. Auf dem Altarbild des rechten Seitenaltares ist der „heilige Aloisius vor dem Gekreuzigten“ dargestellt. Das Altarbild des linken Seitenaltars zeigt „Maria mit Kind, das Dominikus den Rosenkranz reicht“. Die Kanzel ist an der linken Langhauswand. Am Korb sind Plastiken der 4 Evangelisten dargestellt. Auf dem Schalldeckel befindet sich eine Darstellung des „Guten Hirten“.
Die 13 Apostelstatuen (12 Apostel und der Völkerapostel Paulus) stehen über den Apostelkreuzen mit Kandelaberleuchter. Sie wurden von Franz Schmalzl aus Gröden in der Zeit um 1875 geschnitzt. 1943 wurden sie weiß gefasst und 1981 durch Matthias Unterkirchner in die ursprüngliche Farbgebung zurückversetzt. Sie stellen eine Erweiterung des Hochaltarbildes dar und sollen symbolisch aus dem Altarbild heraussteigen, gemäß Jesu Auftrag „Geht hinaus in alle Welt ...“
Der Kreuzweg aus den Jahren 1946 und 1947 wurde von Christian Moosbrugger aus Egg in Holzreliefs geschnitzt. Der Kronleuchter im Kirchenschiff stammt angeblich aus einem Sitzungssaal im Frankfurt am Main. Der damalige Dekan und Pfarrer von Hittisau Barnabas Fink bekam ihn anlässlich von Verhandlungen mit dem damaligen Geschäftspartner der Vorarlberger Elektrizitätswerke geschenkt.

## Orgel

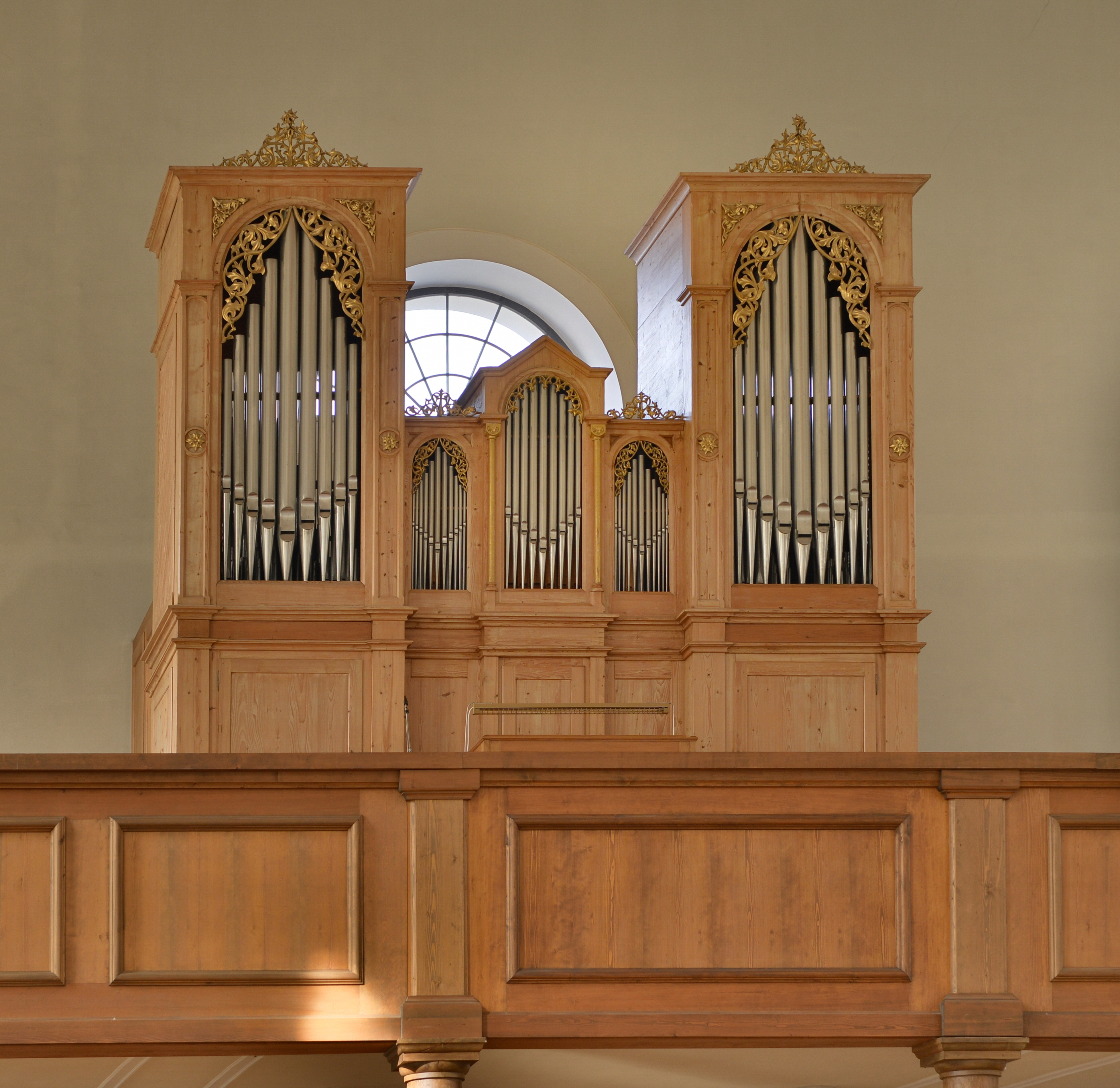
Bild des Orgelprospektes

Die Orgel wurde in den Jahren 1867 bis 1869 nach Plänen des Rankweiler Orgelbauers Alois Schönach in Schleifladenbauweise mit 21 klingenden Registern, Koppel II/I und Koppel I/P sowie mechanischer Traktur gebaut.
Diese Orgel wurde im Jahr 1943 durch die Gebrüder Mayer aus Feldkirch umgebaut und dabei in ihrer Disposition verändert. Die Spiel- und Registertraktur wurde pneumatisiert, dabei erhielt die Orgel einen neuen Spieltisch und eine neue Windlade für das vergrößerte Positivwerk.
In den 1970er Jahren war der Ankauf einer neuen Orgel aufgrund des desolaten Zustandes des alten Instrumentes angedacht. Auf Grund ihrer Bedeutung als Klangdenkmal und ihrer Eignung für romantische Orgelmusik wurde jedoch von einem Neubau abgesehen. Die alte Orgel wurde aus diesem Grund in den Jahren 1980 und 1981 von Helmut Allgäuer aus Theresienfeld restauriert und auf den Stand der ursprünglichen Schönach-Orgel zurückgeführt. Im Jahr 2003 erfolgte eine abermalige Sanierung der Orgel durch die Schwarzacher Orgelbaufirma Rieger.
Besonders auffällig ist der akustisch klar erkennbar hohe Holzanteil im Pfeifenwerk: elf der 21 Register wurden komplett aus Tannen- und Laubholz gefertigt. Zwei weitere Register sind teilweise in Holz ausgeführt, acht Register bestehen aus unterschiedlichen Zinn-Blei-Legierungen. Durch den hohen Anteil an Holzpfeifen ergibt sich ein außerordentlich weicher und fülliger Orgelklang.
Disposition der Orgel
| Hauptwerk       |               |
| Principal forte | 8′            |
| Principal piano | 8′            |
| Bordunflöte     | 8′            |
| Bordun          | 16′           |
| Octave          | 4′            |
| Flöte           | 4′            |
| Quintflöte      | 6′            |
| Mixtur          | 3-fach        |
| Quintave        | 2-fach        |
| Cornett         | 3- bis 4-fach |

| Positiv         |    |
| Geigenprincipal | 8′ |
| Coppel          | 8′ |
| Dulzian         | 8′ |
| Spitzflöte      | 4′ |
| Principal       | 4′ |
| Principal       | 2′ |

| Pedal C–f1 |     |
| Subbass    | 16′ |
| Violon     | 16′ |
| Oktavbass  | 8′  |
| Baßetl     | 4′  |
| Posaune    | 8′  |

- Koppeln: II/I, II/P[6]

## Glocken
Der Turm der ursprünglichen Kirche war statisch so schwach, dass er keine Glocken tragen konnte. Um Kirchenglocken aufhängen zu können, wurde der neue Kirchturm mit einem tiefen und festen Fundament errichtet. Während der beiden Weltkriege mussten Glocken jeweils als Kriegsbedarf abgeliefert werden; 1941 betraf es vier der fünf der 1922 in St. Florian gegossenen Glocken. Mit dem Geld für die abzuliefernden Glocken wurde anstelle der Zeichnung von Kriegsanleihen die Alpe Mittlere Platte im Lecknertal angekauft und als Alpe Glockenplatte (Lage) bezeichnet. 
Schon kurz nach dem Zweiten Weltkrieg wurden neue Glocken angeschafft. Seit 1968 hängen sie in der heutigen Konstellation im Turm, nachdem eine der Glocken umgetauscht und zwei weitere umgegossen werden mussten. Die Glocken, aus Bronze gegossen, bilden in ihrer Tonfolge A – c – e – g – a ein sogenanntes „Salve-Regina-Geläut“.
| Name                            | Ton | Gewicht | Gussjahr | Gießer                                                         |
| ------------------------------- | --- | ------- | -------- | -------------------------------------------------------------- |
| Kriegerglocke, Friedensglocke   | A°  | 4000 kg | 1956     | Oberösterreichische Glocken- und Metallgießerei in St. Florian |
| Dreikönigsglocke/Sonntagsglocke | c′  | 2200 kg | 1968     | Oberösterreichische Glocken- und Metallgießerei in St. Florian |
| Maria                           | e′  | 1100 kg | 1949     | Glockengießerei Grassmayr (Innsbruck)                          |
| Werktagsglocke                  | g′  | 0650 kg | 1968     | Oberösterreichische Glocken- und Metallgießerei                |
| Engelsglocke                    | a′  | 0440 kg | 1922     | Oberösterreichische Glocken- und Metallgießerei                |